# Emma (romanzo)
Emma è un romanzo della scrittrice inglese Jane Austen, pubblicato per la prima volta anonimo nel 1815. Tema fondamentale del romanzo è il fraintendimento in amore. La protagonista Emma Woodhouse è descritta nel paragrafo di apertura del libro come bella, intelligente e ricca. Prima di iniziare a scrivere il libro, la Austen scriverà: "Sto per descrivere un'eroina che non potrà piacere a nessuno, fuorché a me stessa".

## Trama
(Incipit di "Emma", traduzione di Pietro Meneghelli)
Emma è una giovane donna dell'Inghilterra della Reggenza. Orfana di madre, vive con il padre, Mr. Woodhouse, un ipocondriaco che si occupa principalmente della propria salute, della propria sicurezza e di quella di chi ama. Amico di Emma e suo critico è il suo vicino Mr. Knightley, il cui fratello minore è sposato con la sorella di Emma, Isabella. Il romanzo si apre con le nozze della signorina Taylor, la governante di Emma, nonché sua amica e confidente. Emma, che ha presentato la signorina Taylor al suo futuro marito, Mr. Weston, si attribuisce il merito della loro unione, ma ciò è smentito da Mr. Knightley: infatti, anche se i due si sono conosciuti grazie a Emma, hanno poi deciso da soli di sposarsi.

Emma ha tutte le intenzioni di combinare un altro matrimonio appena ne capiterà l'occasione. Nonostante il deciso parere contrario di Mr. Knightley, Emma tenta di combinare l'unione fra la sua nuova amica, Harriet Smith (una dolce ragazza di diciassette anni, descritta come la figlia naturale di qualcuno) con Mr. Elton, il vicario del villaggio. Per combinare questo matrimonio indurrà Harriet a rifiutare la proposta di Mr. Martin, un rispettabile giovane agricoltore. Il suo piano salta quando scopre che Mr. Elton, in realtà un arrampicatore sociale, vuole sposare Emma e non, come entrambe avevano sperato, Harriet, povera e socialmente inferiore. Dopo essere stato respinto da Emma, Mr. Elton parte per Bath. Harriet si immagina triste e sconsolata dopo aver scoperto quanto accaduto, nonostante Emma faccia del suo meglio per convincerla che Mr. Elton (che nel corso della storia si scoprirà essere molto arrogante e pomposo) sia inferiore ad entrambe, proprio a causa della sua arroganza.

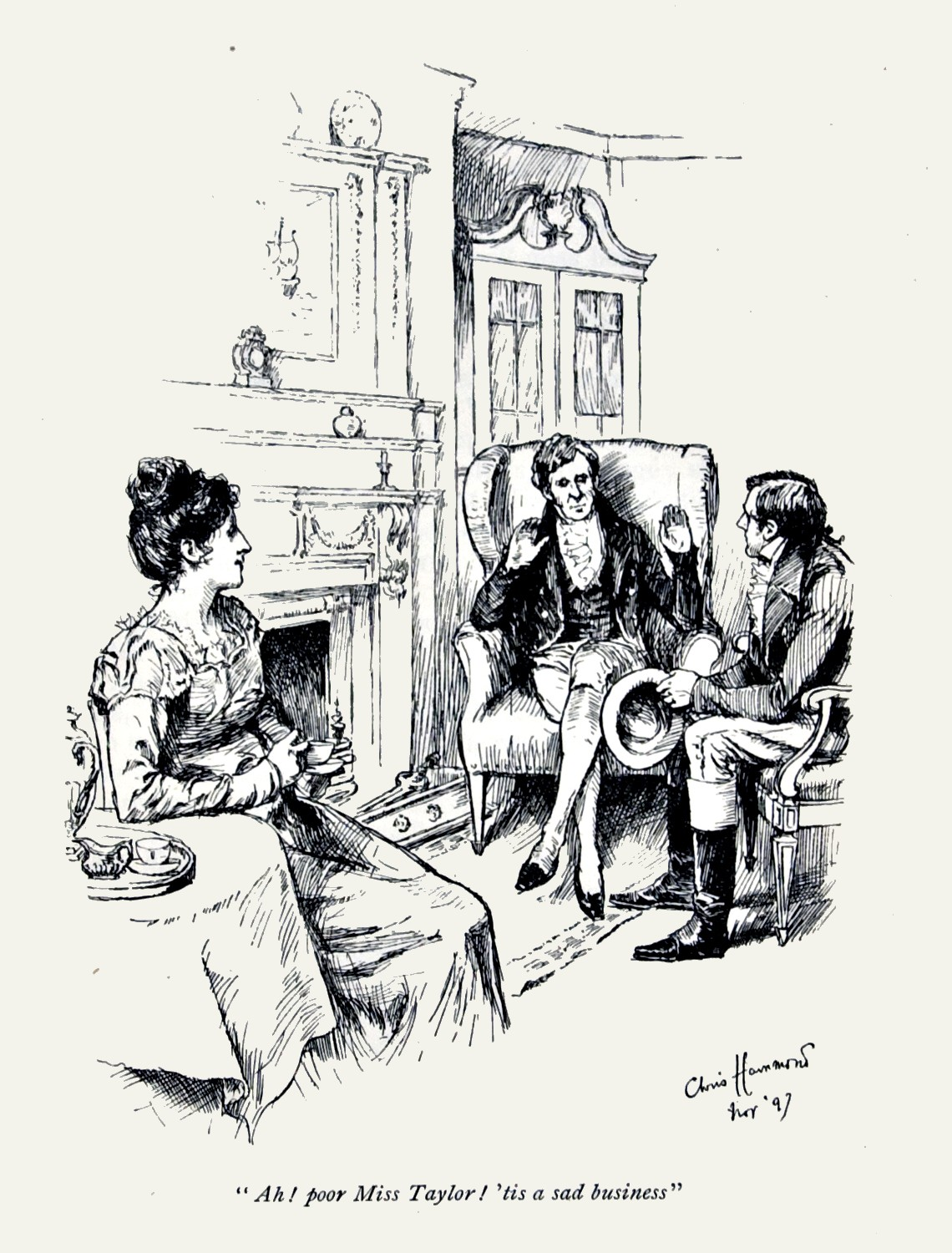
Mr Woodhouse, Mr. Knightley ed Emma (Chris Hammond, 1898)

Uno sviluppo interessante per Emma è l'arrivo a Highbury di Frank Churchill, il figliastro della signora Weston. Nonostante non l'abbia mai incontrato, Frank suscita in Emma un vago interesse, incoraggiato anche dai coniugi Weston, che sperano in una loro unione. Intanto il vicario Elton ritorna al villaggio con la moglie, una donna superficiale e presuntuosa che cerca di entrare in tutti i modi nella cerchia sociale cui Emma appartiene, nonostante le due donne si detestino a vicenda. Ritorna al villaggio in questo periodo anche l'orfana Jane Fairfax, bella e riservata nipote di Miss Bates, una donna decaduta, con ristrettezze economiche ed estremamente loquace.
Jane, che ha un grande talento musicale, è l'orgoglio e la gioia di Miss Bates e della madre di questa. Emma invidia a Jane questo talento musicale, e nel frattempo non ama la riservatezza di Jane, che le pare freddezza. Jane ha vissuto con la zia Miss Bates e con la nonna fino all'età di nove anni, quando il Colonnello Campbell, vecchio amico e collega di suo padre (un ufficiale morto in battaglia), l'ha accolta in casa sua, dove è cresciuta diventando molto amica della figlia del Colonnello e ricevendo un'elevata educazione, che la zia non avrebbe potuto permetterle altrimenti.
La figlia del Colonnello si è sposata e insieme al marito è partita per l'Irlanda con il marito, il signor Dixon, e dopo le loro nozze Jane ritorna dai suoi parenti per riposarsi prima di iniziare a cercare lavoro come istitutrice. Nel tentativo di trovare un difetto nella perfezione di Jane e alla ricerca di uno svago, Emma indulge alla fantasia (instillata anche da Frank Churchill) e immagina che Jane sia innamorata di Mr. Dixon e che per questa ragione sia tornata da Miss Bates anziché andare a trovare i novelli sposi. Tale sospetto viene ingigantito quando Jane riceve in dono un nuovo pianoforte da un benefattore anonimo.
Emma prova simpatia per Frank Churchill e crede di provare per lui dei sentimenti, sia per via delle attenzioni che Frank le rivolge, sia perché molte persone li ritengono una coppia perfetta. In seguito, però, si rende conto di non amarlo: dopo una volta in cui Frank salva Harriet da una banda di zingari accampati nelle vicinanze del villaggio, Emma crede che Harriet sia innamorata di lui e spera di indurli a fidanzarsi. Contemporaneamente Mrs. Weston confida ad Emma di avere la sensazione che Mr. Knightley sia innamorato di Jane. Emma non ci crede e dichiara immediatamente che non vuole che Mr. Knightley si sposi, perché in questo modo l'eredità della famiglia Knightley passerebbe al nipotino Henry. Quando Mr. Knightley, durante una gita a Box Hill, rimprovera Emma per un insulto sconveniente a Miss Bates, Emma inizia a rendersi conto di alcuni errori commessi fino a quel momento e tenta di porvi rimedio. 
All'improvviso si scopre che Jane e Frank erano segretamente fidanzati da circa un anno. Emma rimane sorpresa e scossa da tale notizia, non perché sia sentimentalmente coinvolta da Frank, ma perché pensa che Harriet ne soffrirà. La presa di coscienza più grande per Emma avviene quando Harriet le confida di essere innamorata di Mr. Knightley e crede che lui ricambi. La gelosia fa aprire infine gli occhi a Emma, che realizza di amare Mr. Knightley e di volerlo per sé. Poco dopo questi avvenimenti e dopo aver temporaneamente allontanato Harriet, Emma riceve la proposta di matrimonio da parte di Mr. Knightley, il quale fino a quel momento aveva esitato perché convinto che Emma fosse innamorata di Frank. Harriet, invece, allontanatasi da Emma e dai progetti matrimoniali che questa aveva per lei, si riconcilia con Mr. Martin e ne accetta la proposta di matrimonio. Il romanzo si conclude con le nozze di Emma, che seguono quelle di Harriet e precedono quelle di Jane e Frank.

## Personaggi principali
Emma Woodhouse, la protagonista della storia, è una giovane donna bellissima, intelligente, 'un poco' viziata. Sua madre morì quando lei era ancora piccola. Emma è la padrona di casa da quando sua sorella maggiore si è sposata. Ella viene descritta come una donna compassionevole verso i poveri, ma che, allo stesso tempo, possiede un forte senso delle classi sociali. Notevoli sono, inoltre, il suo affetto e la sua pazienza nei confronti del padre ipocondriaco. Sebbene sia una donna giudiziosa, Emma commette alcuni errori piuttosto seri, imputabili principalmente alla sua inesperienza e alla convinzione di essere sempre nel giusto. Malgrado si sia ripromessa di non sposarsi, le piace molto combinare matrimoni per gli altri. Nel romanzo ella si innamora di Frank Churchill, ma il sentimento per l'uomo svanisce in fretta.
George Knightley è il vicino nonché miglior amico di Emma. Egli è un uomo di 37 anni. Rappresenta l'unico personaggio che guarda con occhio critico Emma e insiste a che lei non faccia pressione sulle scelte altrui. Mr. Knightley è il proprietario della tenuta di Donwell Abbey, che ha al suo interno vasti terreni e aziende agricole. Egli è il fratello maggiore di Mr. John Knightley, il marito di Isabella, sorella maggiore di Emma; è un uomo riflessivo, consapevole di come gli altri reagiscono alle parole e agli eventi. Mr. Knightley, ad esempio, si arrabbia con Emma perché convince Harriet a respingere il signor Martin, un agricoltore della tenuta di Donwell; egli mette in guardia Emma a non combinare il matrimonio tra Harriet e il signor Elton, sapendo che il signor Elton cerca solo una sposa ricca. Inoltre, Egli è l'unico a sospettare che Frank Churchill abbia una storia in segreto con Jane Fairfax.
Mr. Frank Churchill è il figlio del signor Weston, nato dal suo primo matrimonio. Egli è un giovane affabile di 23 anni, che riesce a farsi apprezzare da tutti. Solo Mr. Knightley lo vede come un immaturo, perché non è riuscito ad andare a visitare il padre per tanto tempo. Dopo la morte della madre, è stato cresciuto da una ricca zia nella tenuta di famiglia a Enscombe e ne ha assunto il cognome non appena ha raggiunto la maggiore età. Suo zio era il fratello di sua madre. A Frank piacciono la danza e la musica ed egli vuole vivere la sua vita al massimo, ma teme che la zia possa vietargli il matrimonio e nasconde il legame che ha con Jane Fairfax. Quindi egli finge e manipola gli altri personaggi al fine di assicurarsi che il suo legame con Jane resti segreto.
Jane Fairfax è un'orfana, la cui unica famiglia è composta dalla zia, Miss Bates, e dalla nonna, Mrs. Bates. Lei è una donna bella, intelligente ed elegante. Ha la stessa età di Emma, è una ragazza ben istruita e di talento, sa cantare e suonare il pianoforte; e lei è l'unica persona per cui Emma prova invidia, anche se Emma la considera fredda e non riesce a vederla come amica. Un amico del defunto padre, il colonnello Campbell, avverte verso di lei un forte affetto e le ha voluto assicurare una buona educazione. Jane non ha molto denaro e la sua prospettiva è quella di diventare una governante, prospettiva che a lei non piace. Inoltre, il suo fidanzamento in segreto va contro i suoi principi e le dà fastidio.
Harriet Smith, è una giovane amica di Emma, che ha appena diciassette anni quando si apre il racconto. È una ragazza bella ma non sofisticata. Ella è stata educata in una scuola vicina, dove ha incontrato le sorelle del signor Martin. Emma prende sotto la sua ala protettiva Harriet, e lei diventa oggetto di vari tentativi di Emma di combinarle un matrimonio. Nell'ultimo capitolo si scopre che lei è la figlia naturale di un commerciante per bene, anche se non è un "gentleman". Alla fine, Harriet e il signor Martin si sposano. E ora, la più saggia Emma approva l'unione.
Philip Elton è un giovane vicario di bell'aspetto, ben educato, e ambizioso. All'inizio del racconto ha 27 anni e non è sposato. Emma vuole che lui sposi Harriet; tuttavia egli aspira a garantirsi la mano di Emma per ottenere la dote della ragazza. Mr. Elton mostra la sua natura venale quando sposa un'altra donna più ricca di Emma, dopo il rifiuto di quest'ultima.

## Critica e temi
Emma è il primo personaggio della Austen a non avere problemi economici, e per questo, come Emma stessa dice ad Harriet, non ha nessuna intenzione di pensare al matrimonio. Questa è la differenza fondamentale rispetto alle altre opere della scrittrice, in cui il matrimonio è il tema principale. Le ampie risorse economiche di cui può disporre Emma sono una delle differenze fondamentali con i precedenti romanzi della Austen, come ad esempio Ragione e sentimento e Orgoglio e pregiudizio, e rendono il libro più leggero e scorrevole. In contrapposizione alla situazione di Emma è, invece, quella di Jane Fairfax, il cui futuro è estremamente incerto, o quantomeno si pensa debba essere incerto, in quanto destinata a dover lavorare per vivere.

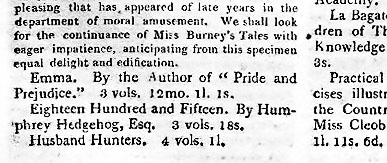
Il New Monthly Magazine (1º febbraio 1816)

Emma, inoltre, rispetto ad altri personaggi della scrittrice, è stranamente immune dall'amore romantico e dal desiderio. Contrariamente a quanto capita ad esempio a Elizabeth Bennet o a Marianne Dashwood, che incappano in una serie di uomini sbagliati prima di trovare quello giusto, Emma non mostra alcun interesse sentimentale per gli uomini che incontra. È enormemente sorpresa e alquanto disgustata quando Mr. Elton le dichiara il suo amore e la sua infatuazione per Frank Churchill è estremamente lontana dall'amore romantico. Da notare anche come Emma non comprenda il reale amore fra Harriet e Mr. Martin, intendendo lei stessa il matrimonio solo in termini economici o di posizione sociale. Solo quando Harriet le confiderà la sua infatuazione per Mr. Knightley, Emma scoprirà quali sono i reali sentimenti che prova.
Oltre a queste due fondamentali differenze rispetto alle altre protagoniste dei romanzi della Austen, Emma ha anche degli aspetti in comune con le altre protagoniste della scrittrice, in particolar modo con Elizabeth Bennet e con Anne Elliot. Emma è una giovane donna intelligente che ha poco da fare e con nessuna particolare caratteristica che le permetta di cambiare la routine giornaliera. Benché la sua sia una famiglia affettuosa, la sua vita di tutti i giorni è poco varia e ha poche conoscenze della sua età, quando inizia il racconto. La particolare determinazione di Emma nel voler combinare matrimoni può essere interpretata come una protesta nei confronti della vita noiosa che conduce, mentre il suo rifiuto di sposarsi è dettato dal non voler perdere la posizione sociale e l'indipendenza di cui gode nella casa paterna. Emma non vuole sposarsi neanche avendo sotto gli occhi l'esempio di Miss Bates, che viene rappresentata come una donna senza particolari attrattive che fa di tutto pur di ingraziarsi le persone che la circondano, perché è sicura che la situazione di Miss Bates sia deprecabile soltanto in quanto povera e zitella, mentre Emma sarà una ricca zitella. Alla fine del romanzo Emma si sposa, legandosi a un uomo molto più grande di lei, di cui apprezza l'amore e riconosce la superiorità rispetto a tutti gli altri uomini della sua cerchia. Emma sceglie quindi di vivere comodamente, senza perdere i privilegi cui era stata abituata nella casa paterna, rinunciando però a quel briciolo di vitalità caratteristica della gioventù, che vive soltanto nella breve parentesi in cui entra in contatto con i suoi coetanei Jane Fairfax e Frank Churchill.
Il romanzo ricorda inoltre il genere di romanzo molto frequente nel Settecento, denominato "Quixotic Novel", in cui il personaggio principale, molto spesso una giovane donna, ha una visione di ciò che la circonda che non corrisponde in pieno alla realtà e viene solitamente redenta dall'eroe maschile. Questo genere letterario prende il nome dal romanzo The Female Quixote della scrittrice Charlotte Ramsay Lennox.

## Adattamenti cinematografici e televisivi
- Ragazze a Beverly Hills - film (parzialmente ispirato), regia di Amy Heckerling (1995)
- Emma - film, regia di Douglas McGrath (1996)
- Emma - film TV, regia di Diarmuid Lawrence (1996)
- Emma - miniserie TV, regia di Jim O'Hanlon (2009)
- Emma.- film, regia di Autumn de Wilde (2020)

## Traduzioni italiane
- Emma, traduzione di Vittoria Tedeschi, Roma, La caravella, 1945.
- Emma, traduzione di Mario Praz, Milano, Garzanti, 1951.
- Emma, traduzione di Bruno Maffi, Milano, Rizzoli, 1954.
- La famiglia Woodhouse, a cura di Dante Virgili, Capitol, Bologna 1959
- Emma, trad. di Clara Brusasca, Bietti, Milano 1963
- Emma, trad. di Vittoria Comucci, Fabbri, Milano 1967
- Emma, traduzione di Alberto Salvadeo, Sesto San Giovanni (Milano), Peruzzo, 1986.
- Emma, traduzione di Sandra Petrignani, Roma, Theoria, 1996. - Einaudi, Torino, 2012.
- Emma, traduzione di Pietro Meneghelli, Roma, Newton Compton, 1996.
- Emma, traduzione di Anna Luisa Zazo, Collana Oscar classici, Milano, Mondadori, 2002.
- La famiglia Woodhouse, collana Classici, traduzione di Sara Donegà, Firenze, Barbès, 2009.
- Emma, traduzione di Giorgio Borroni, Siena, Barbera, 2009.
- Emma, traduzione di Giuseppe Ierolli, jausten.it, 2012.
- Emma, traduzione di e cura di Bruno Amato, Collana Universale Economica.I Classici, Milano, Feltrinelli, 2017.
- Emma, traduzione di Alessandro Ceni, Collana Passepartout, Firenze, Demetra-Giunti, 2017.